# Adriana Vilagoš
Adriana Vilagoš, född 2 januari 2004, är en serbisk friidrottare som tävlar i spjutkastning.

## Karriär
Vilagoš tog silver i spjutkastning vid europamästerskapen i Rom 2024.